# Gmina zbiorowa Horneburg
Gmina zbiorowa Horneburg (niem. Samtgemeinde Horneburg) – gmina zbiorowa położona w niemieckim kraju związkowym Dolna Saksonia, w powiecie Stade. Siedziba administracji gminy zbiorowej znajduje się w mieście Horneburg.

## Podział administracyjny
Do gminy zbiorowej Horneburg należą cztery gminy i jedno miasto (Flecken):
1. Agathenburg
2. Bliedersdorf
3. Dollern
4. Horneburg
5. Nottensdorf